# Округ Мултнома (Орегон)
Мултнома (енгл. Multnomah County) је округ у америчкој савезној држави Орегон.

## Демографија
По попису из 2010. године број становника је 735.334, што је 74.848 (11,3%) становника више него 2000. године.
| Група             | 2000.           | 2010.           |
| Белци             | 505.492 (76,5%) | 530.303 (72,1%) |
| Афроамериканци    | 37.434 (5,7%)   | 41.401 (5,6%)   |
| Азијати           | 37.638 (5,7%)   | 47.950 (6,5%)   |
| Хиспаноамериканци | 49.607 (7,5%)   | 80.138 (10,9%)  |
| Укупно            | 660.486         | 735.334         |